# Portugal Lés a Lés
Portugal de Lés-a-Lés é uma experiência anual Mototurística que desde 1999 procura conciliar a resistência física e a perspetiva turística com o propósito de cruzar Portugal de extremo a extremo tendo a oportunidade de contemplar paisagens e lugares de enorme esplendor.

## 25ª Edição
No ano de 2023 foi realizada a 25ª edição do Portugal Lés a Lés. Esta edição teve inicio no dia 7 de junho e terminou dia 10 de junho. Deu-se início a este Portugal Lés a Lés em Bragança e teve como destino final Vila do Bispo. Dia 7 de junho iniciou-se com as verificações técnicas e documentais, seguindo-se pela realização de mais de cem quilómetros passando por Rio de Onor, local onde se deu início a primeira edição do Portugal Lés a Lés. Depois da realização dessa volta retornaram ao local de onde partiram, Parque do Eixo Atlântico, seguindo- se de um jantar no Pavilhão Gimnodesportivo do Clube Académico de Bragança. No dia seguinte, 8 de junho, partiram em direção a Viseu, local onde iria concluir-se a primeira etapa. Dia 9 de junho deu-se início à segunda etapa em Viseu e que terá fim em Ourém. No dia final, 10 de junho, partiram em direção a Vila do Bispo com o objetivo de concluir a terceira etapa onde se iria dar como terminada a 25ª edição do Portugal Lés a Lés.

## 1ª Edição
A primeira edição do Portugal Lés a Lés realizou-se no ano de 1999 tendo sido planeado por membros de 5 motoclubes. Esses membros faziam parte do Motoclube de Estarreja, Centro, Porto, Lisboa e Ocidente. Esta edição juntou portugueses e pessoas de muitas outras nacionalidades em Rio de Onor  tendo como destino final Sagres.

## Edições
| Edição | Ano  | Início               | Fim                  |
| ------ | ---- | -------------------- | -------------------- |
| 1ª     | 1999 |                      |                      |
| 2ª     | 2000 |                      |                      |
| 3ª     | 2001 |                      |                      |
| 4ª     | 2002 |                      |                      |
| 5ª     | 2003 |                      |                      |
| 6ª     | 2004 |                      |                      |
| 7ª     | 2005 |                      |                      |
| 8ª     | 2006 | 16 de junho de 2006  | 17 de junho de 2006  |
| 9ª     | 2007 | 8 de junho de 2007   | 9 de junho de 2007   |
| 10ª    | 2008 |                      |                      |
| 11ª    | 2009 | 11 de junho de 2009  | 13 de junho de 2009  |
| 12ª    | 2010 | 3 de junho de 2010   | 5 de junho de 2010   |
| 13ª    | 2011 | 23 de junho de 2011  | 25 de junho de 2011  |
| 14ª    | 2012 | 7 de junho de 2012   | 9 de junho de 2012   |
| 15ª    | 2013 | 8 de junho de 2013   | 10 de junho de 2013  |
| 16ª    | 2014 | 7 de junho de 2014   | 9 de junho de 2014   |
| 17ª    | 2015 | 7 de junho de 2015   | 9 de junho de 2015   |
| 18ª    | 2016 | 9 de junho 2016      | 11 de junho de 2016  |
| 19ª    | 2017 | 14 de junho 2017     | 17 de junho 2017     |
| 20ª    | 2018 | 30 de maio de 2018   | 2 de junho de 2018   |
| 21ª    | 2019 | 9 de junho de 2019   | 12 de junho de 2019  |
| 22ª    | 2020 | 1 de outubro de 2020 | 4 de outubro de 2020 |
| 23ª    | 2021 | 2 de junho 2021      | 5 de junho 2021      |
| 24ª    | 2022 | 9 de junho de 2022   | 12 de junho de 2022  |
| 25ª    | 2023 | 7 de junho de 2023   | 10 de junho 2023     |